# Megachile meadewaldoi
Megachile meadewaldoi là một loài Hymenoptera trong họ Megachilidae. Loài này được Brauns mô tả khoa học năm 1912.